# ソットヴィル＝レ＝ルーアン
ソットヴィル＝レ＝ルーアン （Sotteville-lès-Rouen）は、フランス、ノルマンディー地域圏、セーヌ＝マリティーム県のコミューン。

## 地理
セーヌ川に沿って広がり、南岸がルーアンと接する。

## 由来
ラテン語化されたSotavillaの名が1020年に記されている。Sotevilleは中世ノルマンディーにおいてありふれた名称だった。それはノース人の人名Sotiに基づいている。意味はおそらく『愚か』である。農村地域であることを意味する、ありふれた-villeがつけられた。アングル人・スカンジナビア人入植者は10世紀頃広範囲に見られ、人の名に関連付けられた地名はよく見られる。
セーヌ＝マリティーム県とマンシュ県にはSottevilleでも同音異義語があり、マンシュ県にはソットヴァスト（Sottevast）という同じ語源の名称がある。セーヌ＝マリティームもマンシュも、ノルマンディー特有のスカンジナビア由来の地名分布圏内に属している。

## 歴史
古代からこの地には人の集団定住が見られた。ローマ人の埋葬地、家庭用品、宝石、コインやメダルといった考古学上の発見がなされている。徐々にまちは拡大していった。ソットヴィルは王道に沿って伸びる村だった。サン＝スヴェル、エマンドルヴィルといった人もまばらな集落もそこにあった。これらは憲法制定国民議会によってルーアンに併合された。
織物産業のベルテルの基盤が開かれた1804年から、ソットヴィルでの工業が始まった。1843年に開通した鉄道は、ソットヴィルの生活になくてはならないものとなった。3時間30分でパリに到着するルーアン＝パリ路線が建設され、鉄道建設や修理の施設がソットヴィルにつくられた。まちは徐々に拡大し、1841年にはコミューン庁舎が開設された。
第二次世界大戦中、1939年9月4日から1944年8月30日までの間、38度の爆撃がまちを襲った（駅のトリアージを標的としていた）。鉄道交通が混乱し、まちに死と荒廃を招いた。1944年4月18日から19日の夜に行われた空爆はさらに恐ろしいものだった。一晩でまちは荒廃し、旧市街が消滅してしまったのである。ソットヴィルが解放されたのは1944年8月31日だった。
戦後、まちの再建は都市計画家マルセル・ロッズにゆだねられた。彼は旧市庁舎跡地に緑地をもうけた。戦争末期に状況が悪く、マレット城は新しい市庁舎を建てるため取り壊された。城の所有者であったプティ氏は、ボワ・プティ病院建設のため城の土地の一部を売却していた。1960年より、市場が新しい市庁舎前広場に移転した。最後の再建として、1971年に市議会が新たな建物に移った。1994年にルーアン地下鉄路線が敷かれた。
2000年代、都市の近代化として市立図書館建設やモニュメント照明が行われた。

## 人口統計
| 1962年 | 1968年 | 1975年 | 1982年 | 1990年 | 1999年 | 2006年 |
| ------ | ------ | ------ | ------ | ------ | ------ | ------ |
| 33 433 | 34 495 | 31 659 | 30 558 | 29 544 | 29 553 | 30 076 |

source = Ehess, INSEE